# Pawłów (Opole)
Pour les articles homonymes, voir Pawłów.
Pawłów est une localité polonaise du gmina de Skarbimierz, située dans le powiat de Brzeg (voïvodie d'Opole).